# Demonii Goeției în cultura populară occidentală
Aceasta este o listă de demoni ai Goeției din cultura populară occidentală:
- Agares - este un personaj al pictorului american Wayne Barlowe
- Aim - apare în suplimentul Dungeons & Dragons din 2006: Tome of Magic: Pact, Shadow, and True Name Magic
- Allocer - apare în Dungeons & Dragons
- Amdusias - apare în Final Fantasy IX
- Amon - în jocurile PlayStation: Shadow Hearts și Shadow Hearts: Covenant
- Andealphus
- Andras - apare în suplimentul Dungeons & Dragons din 2006: Tome of Magic: Pact, Shadow, and True Name Magic
- Andromalius - apare în suplimentul Dungeons & Dragons din 2006: Tome of Magic: Pact, Shadow, and True Name Magic
- Asmodai - apare în Dungeons & Dragons, în Warhammer 40,000
- Astaroth
- Azazel
- Amy/Avnas
- Baal/Belzebut - apare in Diablo 2 Lord of Destruction
- Balam
- Barbatos
- Bathin/Bathym/Marthim - este aceeași cu Zeița egipteană Nephthys
- Beleth
- Belial - apare in Diablo 3
- Berith
- Biffrons
- Botis
- Buer
- Bune/Bim
- Caim/Camio
- Cimeris/Cimejes - este același cu Zeul egiptean Kepera
- Crocell/Pucel/Procel
- Dantalion
- Decarabia/Abraxas
- Eligos/Eligor/Abigor
- Flauros/Haures
- Focalor/Lucifuge Rofocal
- Foras/Forkas
- Forneus
- Furcas
- Furfur
- Gaap/Goap
- Gamygen/Gamigin
- Glasya-Labolas/Caacrinolaas
- Gomory/Gamori
- Gusion/Gusayn
- Haagenti - este aceeași cu Zeița egipteana Bastet
- Halpas
- Ipos/Ipes - este același cu Zeul egiptean Anubis
- Leraje
- Malphas
- Marbas/Barbas
- Malthus
- Marchosias
- Morax/Foraii
- Murmur
- Naberius/Cerberus
- Orias/Oriax
- Orobas
- Ose/Voso
- Paimon
- Pheonix/Phenex
- Purson - este același cu Zeul egiptean Horus
- Raum
- Ronove
- Sabnock
- Saleos/Sallos
- Seere
- Shax
- Stolas/Stomas
- Sytry - este același cu Zeul egiptean Set
- Valefor
- Vapula
- Vassago
- Vepar/Separ
- Vine
- Volac
- Vual/Uvall
- Zagan/Dagon
- Zepar

Cei mai importanti Demoni Goetici:
- Astaroth
- Azazel
- Baal/Belzebuth
- Agalirept
- Asmodeus
- Fleruty
- Lucifuge Rofocal
- Sargatanas
- Satanachia
- Abaddon
- Abigor
- Andramelech
- Alastor
- Ipos/Anubis
- Behemoth
- Belial
- Belphagor
- Charon/Chiron
- Chimeries/Kepera
- Dagon
- Horus
- Leviathan
- Lilith
- Mammon/Zeus/Jupiter
- Mastema
- Morax
- Mulciber
- Nephthys
- Nergal/Hades/Pluto
- Nebiros
- Osiris
- Raum
- Scirlin
- Sekhet
- Sefkhet-Aabut
- Set
- Sorath
- Thoth/Hermes/Mercur